# NGC 1109
NGC 1109 is een compact sterrenstelsel in het sterrenbeeld Ram. Het hemelobject werd op 2 december 1863 ontdekt door de Duitse astronoom Albert Marth.

## Synoniemen
- IC 1846
- PGC 10573
- UGC 2265
- MCG 2-8-6
- ZWG 440.8